# Verdrag van Shimonoseki

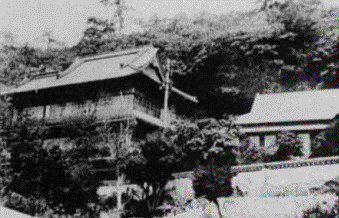
De Shunpanrōhal, waar het verdrag van Shimonoseki werd getekend

Het Verdrag van Shimonoseki (Japans: 下関条約, "Shimonoseki Jōyaku"), ook bekend als het Verdrag van Maguan (Traditioneel Chinees: 馬關條約, Vereenvoudigd Chinees: 马关条约, Pinyin: Mǎguān tiáoyuē) is een verdrag dat op 17 april 1895 werd gesloten tussen het Japanse Keizerrijk en het Qing-keizerrijk in China en dat een einde maakte aan de Eerste Chinees-Japanse Oorlog.

## Situering
Naar het einde van de 19e eeuw kwamen de Japanse handel en nijverheid |goed op gang en probeerde Japan hiervoor buitenlandse afzetmarkten te zoeken. Korea, dat toen nog altijd een tribuutrelatie had met China en dus de soevereiniteit van de Chinese keizer erkende, was een aantrekkelijke afzetmarkt. Hierdoor namen de spanningen tussen China en Japan toe. De mening van de Koreanen was verdeeld, de conservatieve partij van de koning koos voor aanhang bij de Chinese keizer en de meer progressieve partij van de koningin zag de toekomst van het land bij Japan. 
Na enkele incidenten escaleerden de spanningen tot gewapende acties en brak de Eerste Chinees-Japanse Oorlog uit in 1894. Bij de Slag aan de Gele Zee werd de Chinese vloot verslagen. Ook veroverde Japan gebieden als Mantsjoerije en Shandong en kort daarna gaf China zich over. De overwinning van Japan was vooral te danken aan het moderne en gedisciplineerde leger, maar ook dankzij de steun van de hele natie die achter de militaire acties van Japan stond. 
Om de oorlog te beëindigen kwamen in maart 1895 onder leiding van John Watson Foster, gewezen minister van Buitenlandse zaken van de Verenigde Staten, onderhandelingen tussen beide landen tot stand en werd het Verdrag van Shimonoseki opgemaakt.

## Totstandkoming van het verdrag

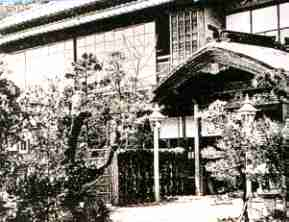
Plaats van het tekenen van het verdrag

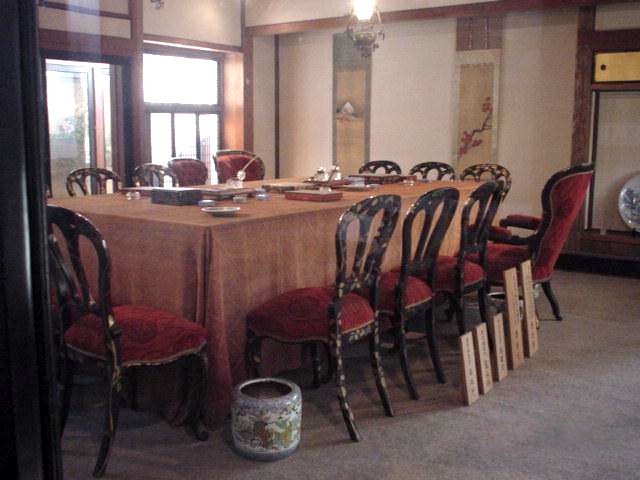
De onderhandelingszaal

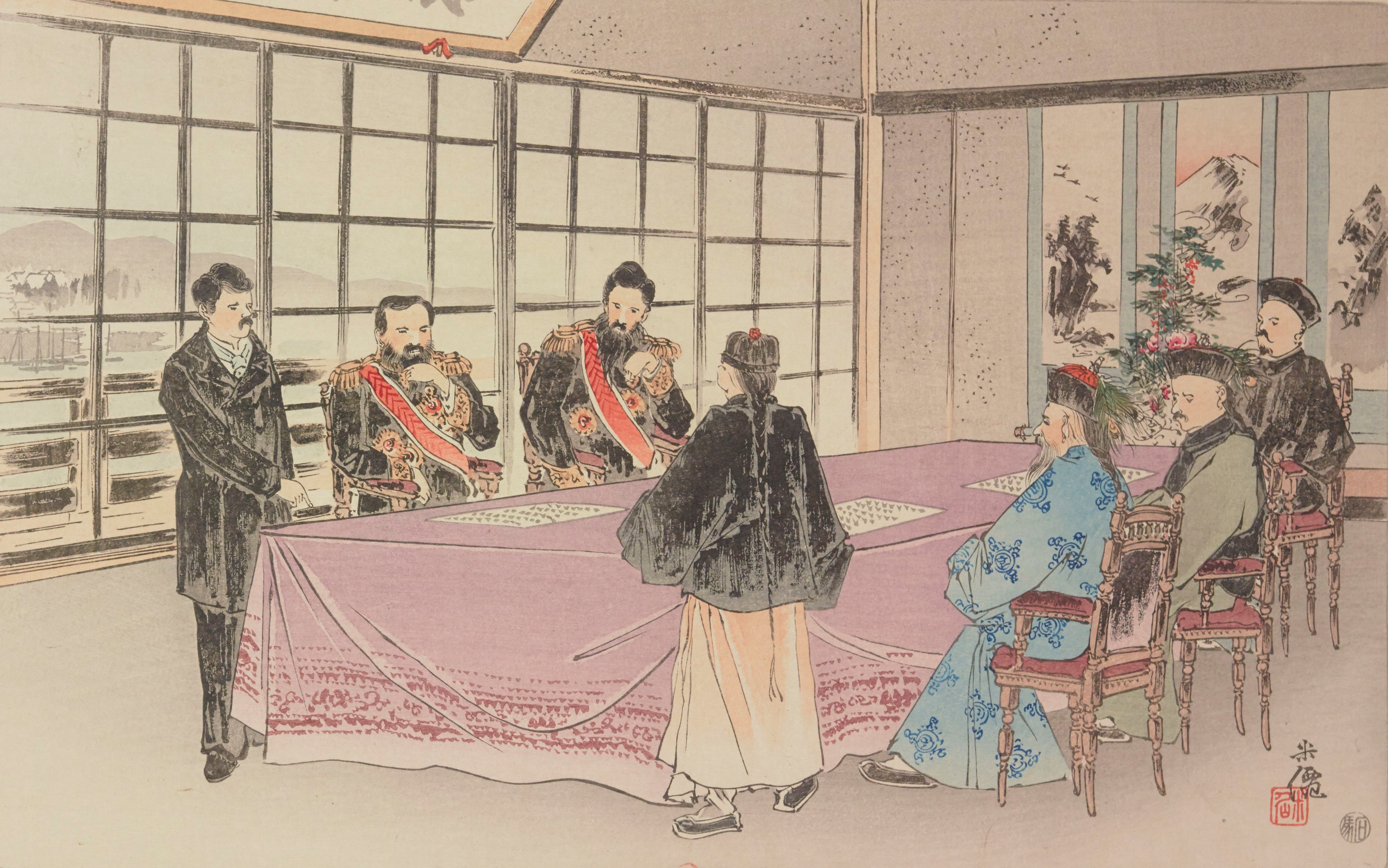
De ondertekening

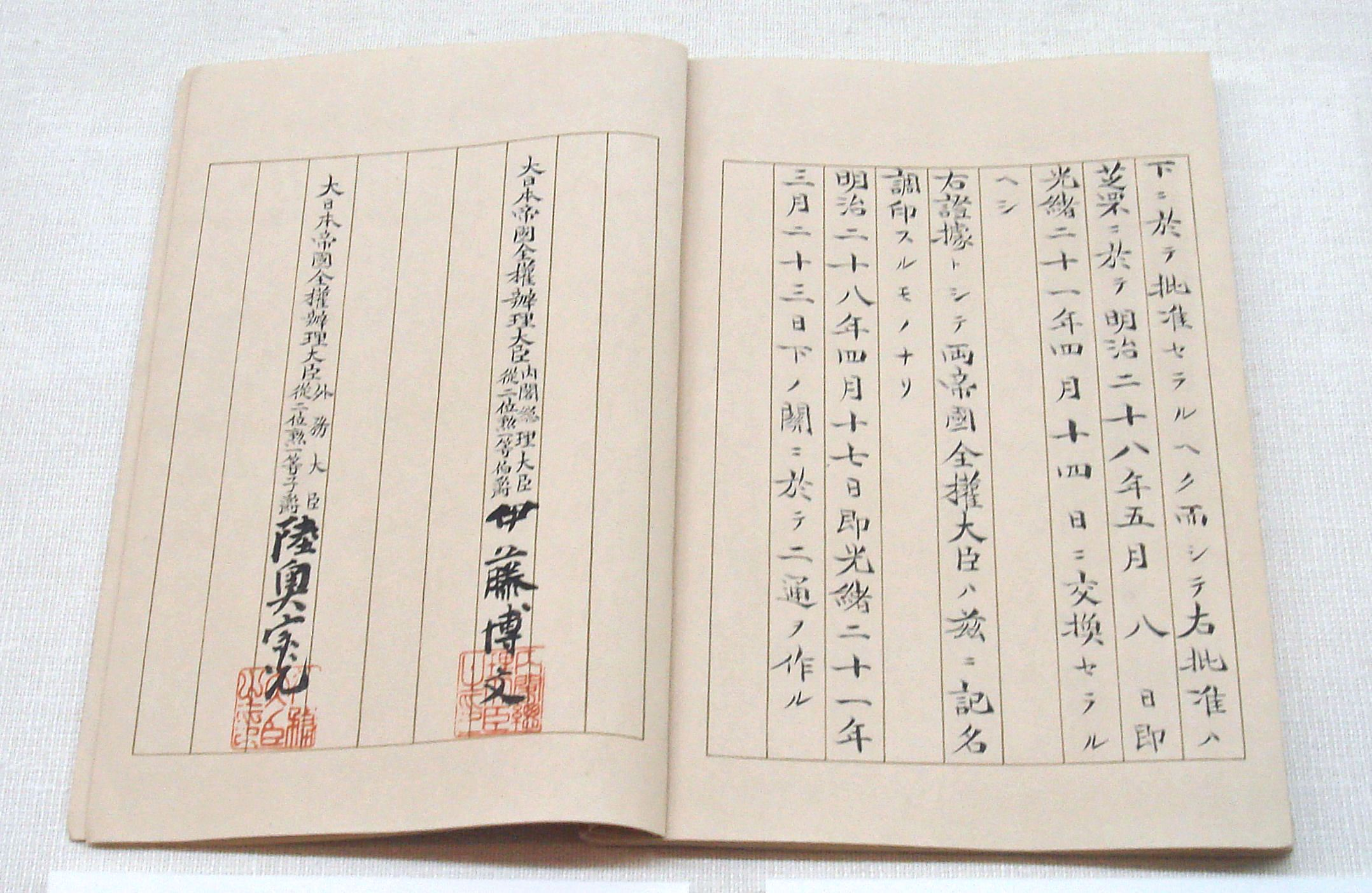
Japanse versie van het verdrag

Na de inname door de Japanners van Port Arthur (op de zuidpunt van het schiereiland Liaodong), probeerde China om zo snel mogelijk de vredesonderhandelingen met Japan te beginnen, voordat de Japanse troepen zouden doorstoten tot Peking. Voor Japan kwam het erop aan het vredesverdrag te kunnen opstellen zonder tussenkomst van de grote mogendheden. Japan mocht dan wel een gemoderniseerd leger hebben, maar tegen de legers van de grote mogendheden zou het geen kans maken. Verder probeerde Japan om de oorlogsbuit te maximaliseren door de oorlog zo lang mogelijk te laten voortduren. Op territoriaal vlak streefde Japan naar het beheersen van het schiereiland Liaodong en - met het oog op latere uitbreiding van het Japanse rijk - van Formosa, het tegenwoordige Taiwan.

### Mislukte vredesonderhandelingen
Binnen de week na de val van Port Arthur, stuurde de Chinese regering een eerste vredesmissie. Deze werd geleid door de Duitser Gustav Detring, die goede banden had met Li Hongzhang en commissaris was bij de Keizerlijke Maritieme Douanedienst in Tianjin, en Alexander Michie, correspondent voor de London Times in Tianjin. Op 26 november 1894 kwamen ze aan in Hiroshima met een brief van Li Hongzhang, gericht aan de toenmalige premier Ito Hirobumi (伊藤博文). De opdracht van Detring bestond uit het bezorgen van de brief en het uithoren van de mogelijke Japanse vredeseisen. Maar de missie werd niet eens ontvangen door Ito Hirobumi en werd twee dagen na aankomst teruggestuurd. Japan voelde zich vernederd door het feit dat China twee buitenlandse, weinig betekenende vertegenwoordigers naar Japan stuurde. Voor China was het juist een manier om de aandacht van de grote mogendheden te krijgen.
Na de mislukte missie verhoogde Japan de militaire druk met het oog op een optimale oorlogsbuit. Binnen een maand werd een tweede Chinese vredesmissie naar Japan gestuurd. Deze keer werd China vertegenwoordigd door John Watson Foster, gewezen minister van Buitenlandse zaken van de Verenigde Staten, Zhang Yinhuan, Raadsminister, voormalig vicedirecteur van het Bureau voor Opbrengsten, Zongli Yamen, minister van het Buitenlands Bureau van China en Shao Youlian, voormalig verantwoordelijke van China in Sint-Petersburg, gouverneur van Hunan en oud-gouverneur van Formosa.
Door de aanwezigheid van Foster kreeg deze tweede vredesmissie meer respect van de Japanners. Er werd gepraat, maar toen de Japanse onderhandelaars te horen kregen dat de Chinese gezanten niet gemachtigd waren om een vredesverdrag te tekenen, kregen ze in een speech van Ito Hirobumi te horen dat China zijn verantwoordelijkheid van grote mogendheid niet serieus nam. Japan was alleen bereid te onderhandelen indien er een Chinese delegatie zou komen die volmacht had om een vredesverdrag te ondertekenen. Waarop ook deze tweede Chinese vredesmissie naar huis werd gestuurd.

### Minachting van de Chinezen
De Chinezen hadden geprobeerd de Japanners voor schut te zetten door hen geen hoog gekwalificeerde vredesonderhandelaars te sturen. Er waren wel voorstellen naar voor gebracht voor goede vertegenwoordigers van de vredesmissies, maar deze werden verworpen door de Chinese autoriteiten. China wilde minachting aan Japan tonen, maar de Japanners speelden het spelletje mee. Aan de winnende hand in de oorlog, verhoogden de Japanners de militaire druk zodanig dat China niet anders kon dan nu een gekwalificeerde vredesmissie te sturen. Door het lange aanslepen doordat de Chinese regering Japan niet als gelijke wilde behandelen, leed China grote verliezen. Het hele Beiyang Leger en ook ook de Chinese vloot werd vernietigd of gevangengenomen en duizenden mensen kwamen om. Verder werd intussen ook Weihaiwei door het Japanse leger veroverd. Samen met de verovering van Liaodong en Port Arthur leverde dit voor Japan een gunstige strategische positie op om door te stoten naar Peking. Indien China niet zo snel mogelijk de vredesonderhandeling zou beginnen, stond het de totale vernietiging te wachten. Dat was overigens niet de intentie van Japan, omdat het dan de grote mogendheden tegen zich zou krijgen.

### De derde vredesmissie
De derde vredesmissie stond onder leiding van Li Hongzhang. Hij was een ervaren diplomaat,  stichter van het gemoderniseerde Beiyang-leger en had in China veel westerse technologie geïntroduceerd. Voor zijn nieuwe verantwoordelijkheid werd hij voor zijn vertrek nog eerst in volle eer hersteld door de Chinese keizer. Op 19 maart 1895 kwam hij samen met zijn gezanten aan in de haven van Shimonoseki. Daar werd hij ontvangen door premier Ito Hirobumi, die aangesteld was als onderhandelaar voor Japan. Li stelde bij aanvang van de onderhandelingen een onmiddellijk staakt-het-vuren voor, maar dat werd afgewezen. In plaats hiervan werd door Japan een staakt-het-vuren voorgesteld met een aantal extra eisen, waaronder de bezetting en de ontwapening van heel wat belangrijke Chinese gebieden. Het was onmogelijk voor Li om op deze eisen in te gaan en ze werden ook door de Chinese hoogste raad afgewezen. Japan beoogde ook niet dat de eisen direct zouden worden aanvaard, maar wilde tijd winnen, omdat de Japanse vloot op weg was om Formosa te bezetten. Dit was voor Japan een belangrijke strategische positie voor de verdere uitbouw van het Japanse imperium na afloop van de oorlog.
Op 24 maart, toen de onderhandelingen werden voortgezet, waarschuwde Li Hongzhang Ito Hirobumi dat Japan voorzichtig moest zijn indien de vredeseisen van Japan in conflict zouden komen met de interesses van de Westerse grote mogendheden. Verder stelde hij dat Japan een staakt-het-vuren had geweigerd omdat het eerst nog Formosa wilde bezetten. Japan beloofde zijn eisen de volgende morgen voor te leggen. Maar toen Li terugkeerde naar zijn verblijf, werd hij door een Japanner beschoten met een pistool, waarbij hij in zijn linkerkaak werd geraakt. Li weigerde om de kogel te laten verwijderen, omdat dan de onderhandelingen langer zouden duren dan nodig was en dat zou ongunstig zijn voor China. Na de aanslag was heel Japan verontwaardigd en toonde het begrip voor het doorzettingsvermogen van Li. Keizer Meiji (明治天皇) stuurde zijn persoonlijke dokters en verontschuldigde zich publiekelijk aan de Chinese regering. Hier stelde Japan zich op als mindere tegenover China, hoewel het via de oorlog door China als gelijkwaardige grote mogendheid erkend wilde worden. Men was bang dat Li de onderhandelingen stop zou zetten om zo een tussenkomst van de Westerse grote mogendheden uit te lokken. Keizer Meiji stelde zelfs een staakt-het-vuren voor een periode van drie weken voor, met uitzondering van Formosa en de Pescadores.
Op 1 april ontmoette Li Jingfang, geadopteerde zoon van Li Hongzhang, de Japanse minister van Buitenlandse zaken Mutsu Munemitsu (陸奥宗光). Mutsu legde Li Jingfang het 11 artikelen bevattende verdragsontwerp voor. Het ontwerp weerspiegelde de wensen van de belangrijke facties in de regering: de Japanse vloot eiste Formosa op, het leger had zijn oog laten vallen op het schiereiland Liaodong en het ministerie van Financiën was tevreden met de omvangrijke betalingen van China. China vond de territoriale eisen van Japan onaanvaardbaar en de gevraagde betalingen te groot, maar na verdere onderhandelingen kwamen beide partijen uiteindelijk tot een besluit en op 17 april werd het verdrag getekend.
Het verdrag omvatte onder andere de volgende punten:
- China aanvaardt volledige onafhankelijkheid van Korea (Artikel 1)
- China staat Taiwan, de Pescadores en het zuidelijk gedeelte van de provincie Fiengtien (thans provincie Liaoning) op het schiereiland Liaotung af aan Japan (Artikel 2)
- China betaalt Japan 200 miljoen tael (een tael is ongeveer 40 gram zilver) (Artikel 4)
- Vier havens en steden zouden worden opengesteld voor Japan: (Shashih, Chungking, Suzhou en Hangchow). Japan krijgt ook het recht om in deze steden industriële bedrijven te vestigen (Artikel 5)
- China gaat akkoord met een meestbegunstigingsclausule ten gunste van Japan (Artikel 6)

## Gevolgen
Door de ongunstige bepalingen van het verdrag kreeg de Chinese keizer veel verzet uit de provincies en van de Hoge Raad. Men verzocht de keizer het verdrag te verwerpen en de oorlog voort te zetten. Men was zelfs bereid deze oorlog verder te financieren. Toen de keizer Li Hongzhang terugriep naar China, stuurde hij John Watson Foster. Foster wees de keizer erop dat hij toestemming had gegeven, na de vredesvoorwaarden en na het advies van de Hoge Raad te hebben aangehoord, om het verdrag te tekenen. En indien hij de ratificatie van het verdrag zou verwerpen, zou de keizer zichzelf en de Hoge Raad ten schande maken voor de hele wereld. Verder wezen de voorstanders van het verdrag de keizer er nadrukkelijk op dat de weg naar Peking en Mukden nog altijd open lag voor de Japanse troepen. Deze twee steden waren belangrijke symbolische plaatsen voor de Qing-dynastie, zodat de keizer de ratificatie van het verdrag aanvaardde.
Rusland was bevreesd voor een verdere opmars van het Japanse leger. Rusland was zelf op zoek naar uitbreiding aan de Oost-Aziatische kust omdat het daar een ijsvrije haven wilde. Om zijn grenzen te versterken zorgde Rusland dat de bouw van de Trans-Siberische spoorlijn versneld klaar kwam en dat deze zelfs Mantsjoerije kon doorkruisen.
Op 23 april, zes dagen na de ratificatie van het Verdrag van Shimonoseki, spoorden Rusland, Duitsland en Frankrijk Japan aan om het schiereiland Liaodong terug te geven aan China onder het voorwendsel dat de bezetting ervan een continue dreiging voor Peking zou vormen en een eeuwige hindernis zou zijn voor de vrede in het Verre Oosten. Dit "vriendelijk advies" wordt ook wel de Drie Landen-Interventie (三国干渉) genoemd. Japan gaf het gebied daarop terug aan China, maar eiste er wel een vergoeding voor van 30 miljoen tael. De Chinezen waren bereid deze vergoeding te betalen, maar werden door Rusland aangespoord dat niet te doen en Japan een verdrag te laten ondertekenen waarin werd bepaald dat China het gebied aan een andere grote mogendheid zou afstaan.
China had de verplichting om in totaal 230 miljoen tael, exclusief rente, aan Japan te betalen. Dit was een enorme financiële last voor het land, het bedrag was gelijk aan de totale staatsinkomsten in de drie jaren vóór de oorlog uitbrak. Afgesproken was dat de betalingen over een periode van zeven jaar zouden worden gedaan met de laatste termijn in 1902. Inclusief rente kwam het totale bedrag op 255 miljoen tael. China besloot om de schuld in drie jaar af te betalen, waarmee de rentebetalingen met zo'n 20 miljoen tael werden verminderd.